# Vorwegabschreibung
Als Vorwegabschreibung bezeichnet man im deutschen Steuerrecht eine Abschreibungsart, die Investitionen durch kleine und mittlere Unternehmen begünstigen soll.
Die Vorwegabschreibung ist in § 7g Abs. 2 Satz 2 EStG geregelt. Für die künftige Anschaffung oder Herstellung eines abnutzbaren beweglichen Wirtschaftsguts des Anlagevermögens können bis zu 40 Prozent der voraussichtlichen Anschaffungs- oder Herstellungskosten vom Gewinn abgezogen werden.
Voraussetzungen für die Vorwegabschreibung sind:
- das Betriebsvermögen beträgt nicht mehr als 235.000 Euro;
- die Anschaffung bzw. Herstellung erfolgt maximal drei Wirtschaftsjahre nach dem Jahr der Sonderabschreibung;
- das Wirtschaftsgut wird im Jahr der Anschaffung bzw. Herstellung sowie im Folgejahr fast ausschließlich betrieblich genutzt.